# حسن علي فنجان
حسن علي فنجان (مواليد 1 يناير 1959) هو مدافع كرة قدم عراقي سابق لعب للعراق في دورة الألعاب الآسيوية عام 1982.
لعب حسن للعراق بين عامي 1981 و1983.